# Cueva de Berna
Cueva de Berna är en grotta i Dominikanska republiken.   Den ligger i provinsen La Altagracia, i den östra delen av landet, 140 km öster om huvudstaden Santo Domingo. Cueva de Berna ligger 41 meter över havet.
Terrängen runt Cueva de Berna är platt. Havet är nära Cueva de Berna åt sydost.  Närmaste större samhälle är San Rafael del Yuma, 8,4 km nordväst om Cueva de Berna. 